# Fort Bragg (Carolina del Nord)
Fort Roland L. Bragg, conosciuta dal 2023 al 2025 come Fort Liberty, è un'importante base militare dell'esercito degli Stati Uniti d'America, tra le contee di Cumberland e di Hoke, nella Carolina del Nord, vicino a Fayetteville. Vi si addestrano le forze speciali dell'esercito statunitense.
È inoltre un census-designated place che, secondo il censimento del 2000, ha una popolazione di 29 183 abitanti. 

## Denominazione
Dal 1918 al 2023, la base è stata intitolata "Fort Bragg" in onore del generale Braxton Bragg dell'esercito confederato. 
Nel 2021 il Congresso ha approvato una legge per istituire una Commissione incaricata di rinominare le strutture militari intitolate ad esponenti degli Stati Confederati. Nel 2022 la Commissione ha raccomandato di rinominare Fort Bragg. Nel giugno 2023 la base ha assunto la denominazione di "Fort Liberty". 
Nel 2025 il nuovo Segretario della Difesa Pete Heghset ha annunciato il ripristino del nome "Fort Bragg". Questa volta, però, il cognome Bragg non si riferisce al generale confederato Braxton, bensì a Roland Bragg, soldato semplice durante la seconda guerra mondiale decorato con la Silver Star e il Purple Heart per il suo coraggio durante la battaglia delle Ardenne.